# MACK STYLE
MACK STYLE（マックスタイル）は2012年7月1日に結成した日本のヴォーカルユニット。
所属は、リーダーのマック中原が代表取締役の株式会社ジェイライン、レーベルは自社運営のMARVELOUS MUSICである。

## 概要
マック中原が主宰する歌手や役者などの集団、「エンタメ団MACKプロジェクト」で活動していたメンバー、
マック中原、石田翠、CHIKAKO、コーキ島村で構成された。
結成当初のリーダーはコーキ島村である。
2015年3月の四日市市文化会館コンサートで、CHIKAKOとコーキ島村が卒業している。
楽曲はマック中原が主に作詞、作曲を担当。
アルバムでは、石田翠の作詞、コーキ島村の作詞、作曲を担当した楽曲もある。
マック中原の東京時代の先輩バンド「Birth」の原見浩司より楽曲提供などがある。
四日市市消防団公認サポーターである。

## メンバー
マック中原（まっくなかはら 1978年6月18日 - ）ボーカル・作詞・作曲
　　三重県四日市市出身。本名：中原 弘貴（なかはら ひろたか）
　ハスキーでパワフルな歌声。ソロではものまねタレントとしても活動している。
　四日市市観光大使でもある。
石田 翠（いしだ みどり 1987年11月16日 - ）ボーカル・作詞
　三重県鈴鹿市出身。本名：同じ
　伸びのある歌声。司会や女優としても活動している。
　マック中原との活動は、赤星昇一郎が主演の舞台「忘八」で共演したことがきっかけである。

## 旧メンバー
CHIKAKO（ちかこ 1982年11月24日 - ）ボーカル
　三重県四日市市出身。本名：渡邉 千賀子（わたなべ ちかこ）
　マック中原の一番弟子である。
　現在は、アコースティックユニット「Chummy」（チャミー）で活動している。
コーキ島村（こーきしまむら 1983年6月30日 - ）ボーカル・作詞・作曲
　三重県四日市市出身。本名：島村 康（しまむら やすし）
　元headlineのドラム。同バンドで島村楽器の大会で全国2位になったことがある。
　コーキの由来は「康」とマック中原の本名の「貴」を合わせてついた。

## 来歴
2012年の結成以来、東海を中心に様々なイベントに精力的に参加する。
2013年に1st アルバム「STYLE 1」をリリースし、メイン曲の「道しるべ」が11 月、12 月とキャンシステム有線の東海ランキング10 位にランクイン。
2013年7月に四日市市消防団公認サポーターに就任。
2014年1月に四日市市あさけプラザホールにてコンサート「日々” 笑” 進2016」を開催。
2014年7月、マック中原が四日市市観光大使に就任。
2015年3月、四日市市文化会館にてコンサート「日々” 笑” 進2015」を開催。このコンサートで、コーキ島村とCHIKAKO が卒業。
2016年5月、四日市市文化会館にてコンサート「日々” 笑” 進2016」を開催。
2017年6月、四日市市文化会館にてコンサート「日々” 笑” 進2017」を開催。

## ディスコグラフィ
アルバム
・2013年10月2日　1stアルバム「STYLE1」
発売元：MARVELOUS MUSIC　出版：オスカープロモーション音楽出版、DK音楽出版、日本芸能出版
【収録曲／全13曲＋ボーナストラック】
01.NOW AND FOREVER 02.MACK STYLE 03.君のままに 04.その声で 05.Heart Song 06.メロディ
07.15センチのスキマ 08.DREAMS 09.Call it life 10.道しるべ 11.雨の中 12.OK! 13.No.1
［Bonus Track］ 14.HOP STEP JUMP (LIVE REC)
配信
・We smile,For smile 〜全ては笑顔のために〜　2017年6月配信。
・Dream Come Northern Lights　2017年6月配信。